# Ветерски манастир
Ветерският манастир „Свети Йоан Кръстител“ (на македонска литературна норма: Ветерски манастир „Свети Јован Крстител“) е православен манастир в село Ветерско, в централната част на Северна Македония. Част е от Повардарската епархия на Македонската православна църква.

## География
Манастирът се намира на около 25 километра северно от Велес, близо до пътя за Скопие.

## История
Не са намерени писмени източници за създаването на манастира. Предполага се, че датира от византийския период заради характерните особености на сградата на манастирската църква. Според надпис над вратата на църквата манастирът е изграден в 1670 година при епископ Йосиф Велешки. Надписът е на църковнославянски, което показва, че владиката, макар и грък, позволява славянското писмо. Възможно е също така в тази година манастирът да е бил само обновен, тъй като турците рядко позволявали издигането на нови християнски храмове. Надписът е публикуван от Йордан Иванов в „Български старини из Македония“.

## Описание
Манастирската църква е куполна, малка и тъмна. Около нея се намират манастирските жилища и други помещения.